# Podusiwka
Podusiwka (ukr. Подусівка, ros. Подусовка) – przystanek kolejowy w miejscowości Czernihów, w obwodzie czernihowskim, na Ukrainie. Leży na linii Semychody (Czarnobylska Elektrownia Jądrowa) - Czernihów.